# Iglesia de Vittskövle

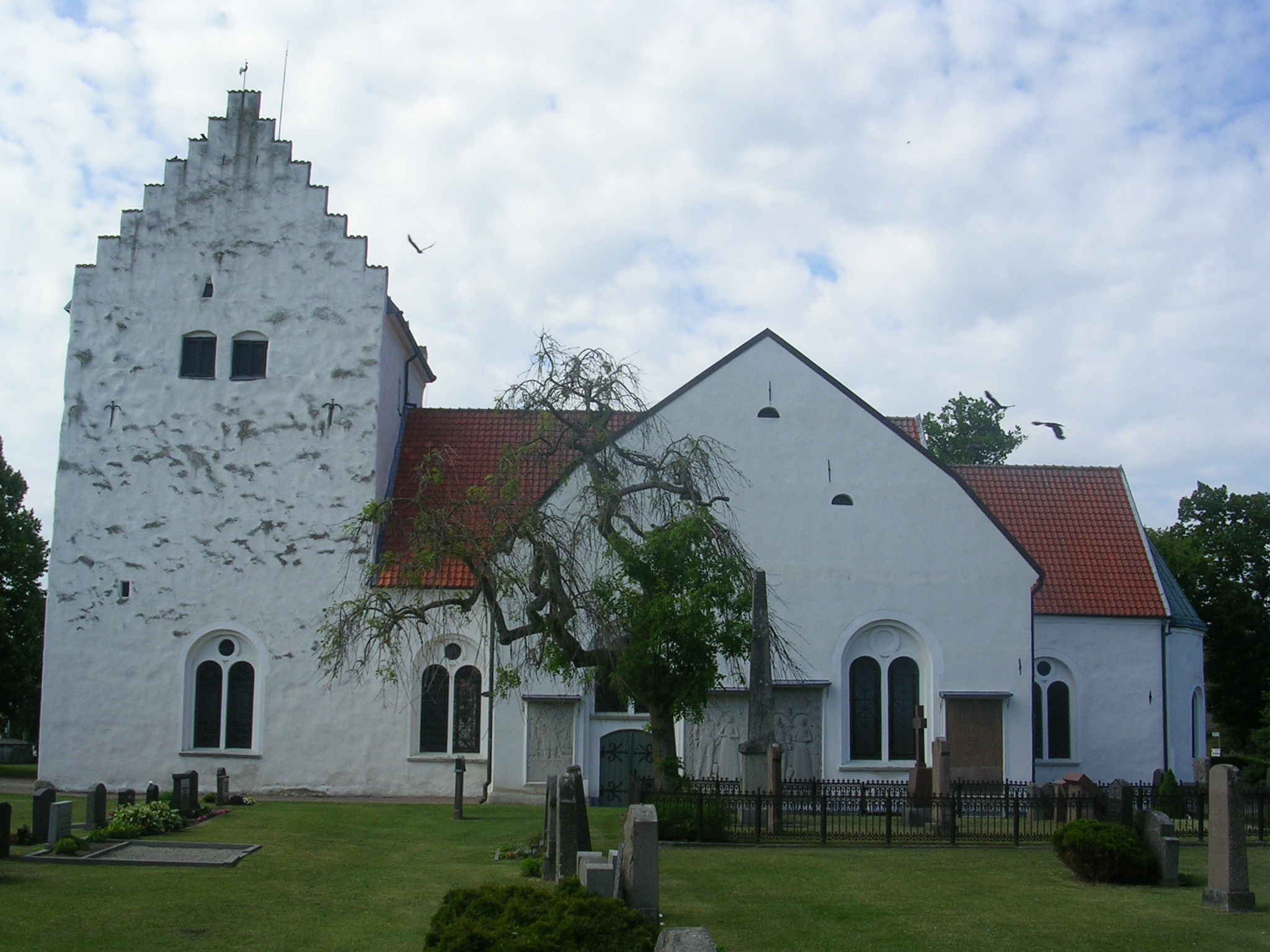
Exterior de la iglesia de Vittskövle.

La iglesia de Vittskövle (en sueco: Vittskövle kyrka) es una iglesia en el municipio de Kristianstad, Escania, diócesis de Lund, Suecia, a 28 kilómetros al sur de la población de Kristianstad.

## La edificación
La iglesia fue originalmente construida en el siglo XII o XIII sin que exista un registro exacto de la fecha de construcción. Las partes más antiguas son el santuario y el ábside, en los cuales no se utilizó ladrillo que permitiera una estimación más precisa, sin embargo los investigadores creen que la iglesia es demasiado grande para catalogarse entre otras iglesias más antiguas. Está aún sin resolver la pregunta de si ésta fue la primera iglesia en Vittskölve o si hubo algún tempo anterior en madera.
En el siglo XV se le construyó una capilla en el norte. La capilla fue dedicada a Santa Ana.
Durante el siglo XV se construyeron los arcos. En la década de 1480 fueron decoradas con pinturas murales y restauradas durante el siglo XX, éstas ilustran historias del Génesis. En el coro está ilustrado con la leyenda de San Nicolás. En la capilla de Santa Ana se observan también símbolos de los apóstoles y de tres santas; Santa Bárbara, Santa Úrsula, Santa Gertrudis y Santa Catalina.

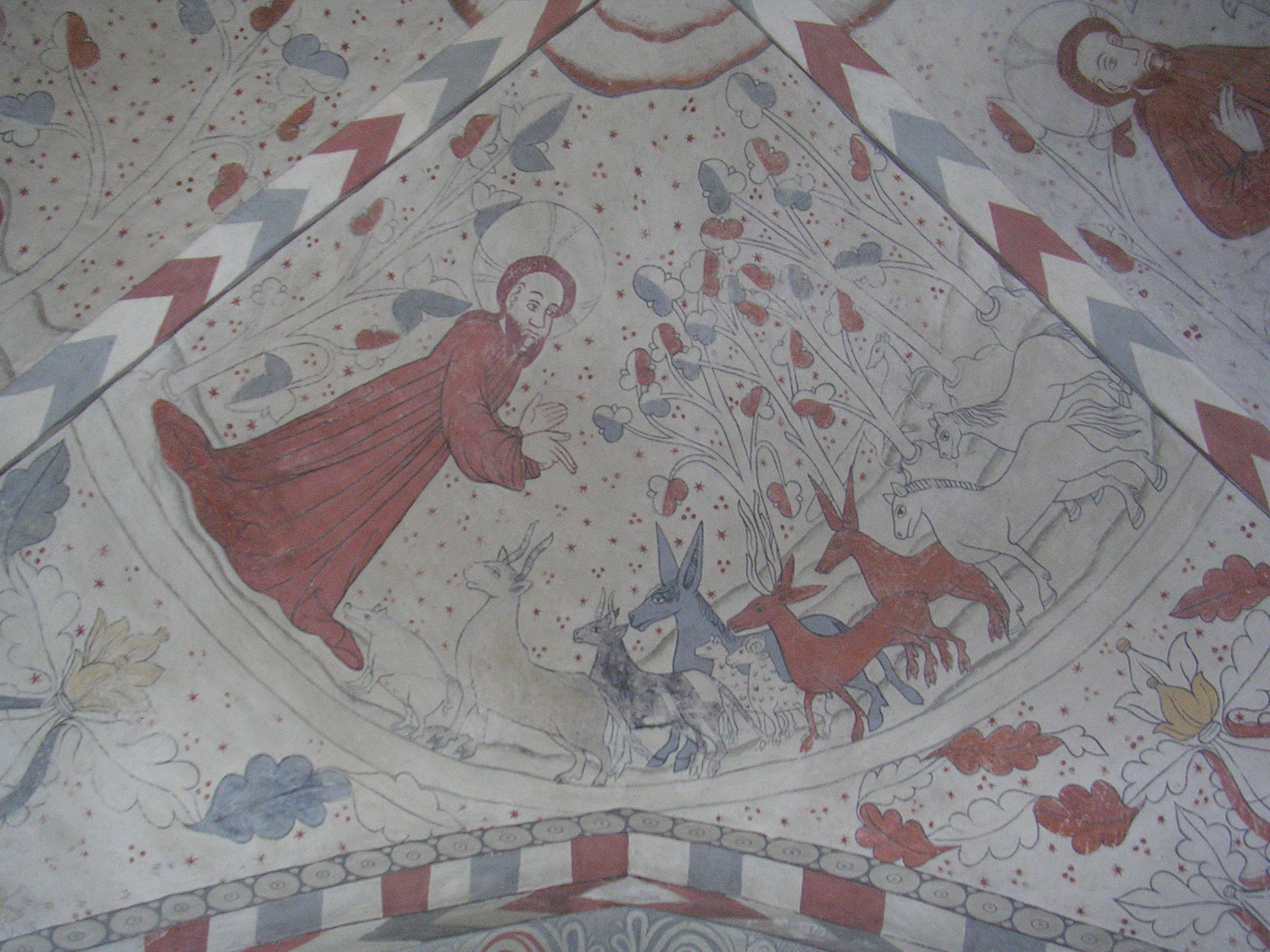
Pintura mural de la iglesia mostrando la creación de los animales.

El baptisterio es de la época medieval y la torre fue construida durante el siglo XVI. En el siglo XVII se construyó una capilla funeraria para la familia Barnekow en la parte sur.
La pila bautismal es de origen medieval.